# Guerra turco-armènia
La guerra turco-armènia va ser un enfrontament armat entre la República Democràtica d'Armènia i els revolucionaris del Moviment Nacional Turc que va transcórrer entre el 23 de setembre i el 2 de desembre de 1920, i es va desenvolupar en gran part del nord-est de l'actual Turquia i al nord-oest d'Armènia. El conflicte va finalitzar amb la signatura del tractat d'Aleksandrópol pel qual cedia més de la meitat del territori amb el qual comptava abans de la guerra, perdent totes les concessions atorgades per les potències europees en el Tractat de Sèvres.

## Antecedents

### Campanya del Caucas

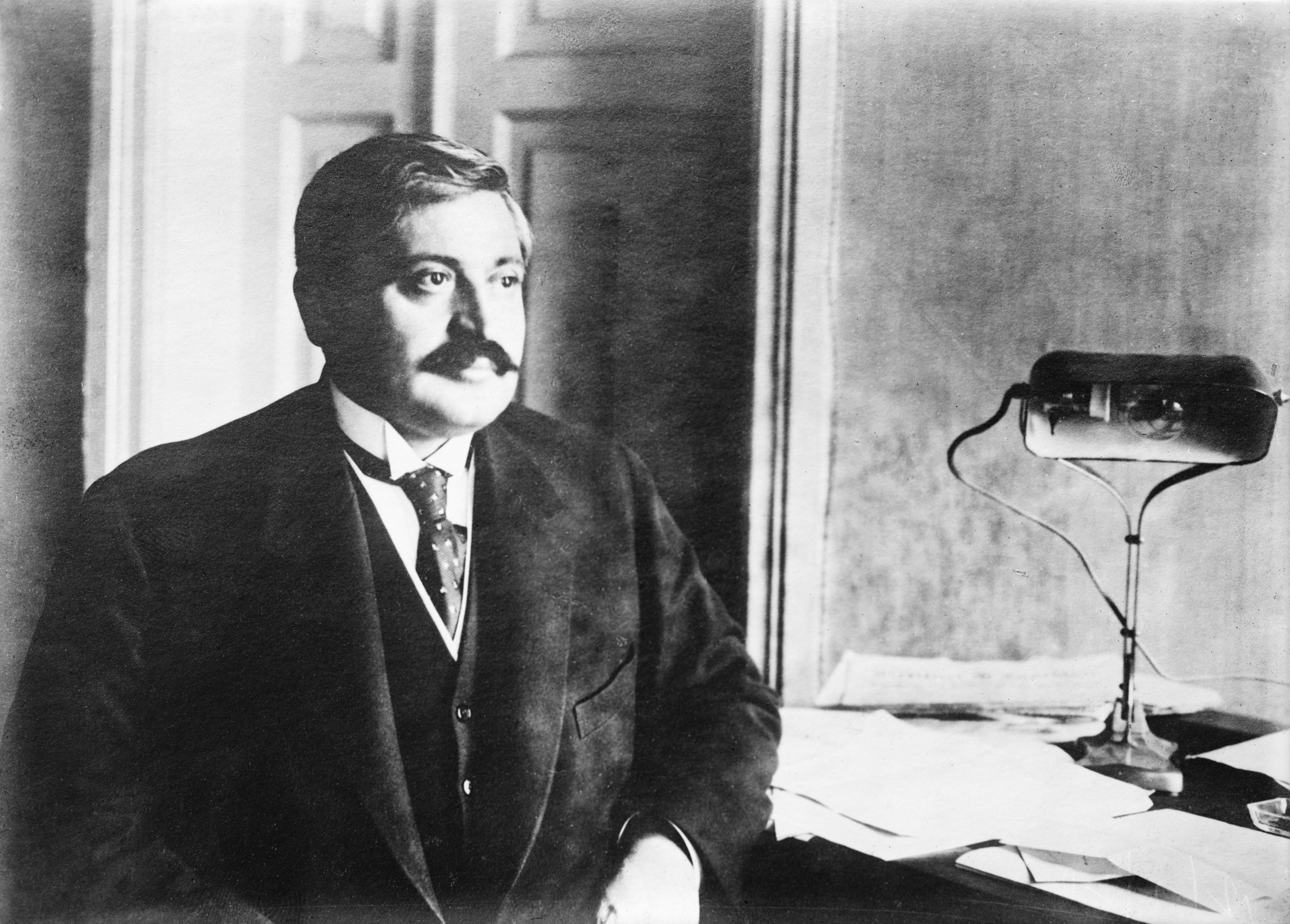
Mehmet Talat Paşa.

El Tractat d'Amistat Rus-Otomà (1 de gener de 1918) i el Tractat de Brest-Litovsk (3 de març de 1918) van ser signats, en el marc de la Primera Guerra Mundial, pel Visir Mehmet Talat i en ells es va establir la condició que tots els territoris conquerits (Ardahan, Kars i Batumi) per Rússia durant la Guerra Russo-Turca, 1877-1878 serien retornats a l'Imperi Otomà. No obstant això el Congrés Armeni d'armenis Orientals, moviment que unificava els Consells Nacionals Armenis i que estava liderat pel partit Dashnak, va declarar l'autonomia del seu territori, es va assegurar el suport occidental gràcies a la diàspora armènia i es va preparar per defensar les regions d'Erzurum, Bitlis i Van, imprescindibles perquè el seu territori no es convertís en un estat encerclat.
El març de 1918, Mehmet Talat Paşa va traslladar el 3r Exèrcit otomà a les zones que ocupaven les unitats de voluntaris armenis. Davant la forta pressió d'aquesta força combinada amb unitats irregulars kurdes, les tropes armènies es van retirar d'Erzincan a Erzurum, més a l'est. La ciutat de Van, sota domini armeni des de 1915, també va ser abandonada. Després de les batalles de Kara Killisse, Sardarapat i Bash Abarán, les milícies armènies van evacuar Erzurum i Sarighamish. Vehib Pasha també va reclamar Trebisonda al nord.
El 28 de maig de 1918, el Moviment d'Alliberament Nacional Armeni va declarar la independència de la República Democràtica d'Armènia (RDA) mesos abans que finalitzés la Primera Guerra Mundial (11 de novembre de 1918). Tovmas Nazarbekia, que havia estat comandant en la Campanya del Caucas i governador de l'Administració d'Armènia occidental, va esdevenir el primer cap d'estat de la nova república.

### Tractat de Batum
El 4 de juny de 1918, la República Democràtica d'Armènia i el Govern otomà van signar el Tractat de Batum pel qual es reconeixia la independència del nou estat i s'acceptaven les fronteres establertes en el Tractat de Brest -Litovsk. Quinze dies després, una delegació armènia va viatjar a Istanbul perquè fos ratificat per les Potències Centrals. No obstant això, des de les files de la República Democràtica d'Armènia l'acord va ser objecte de controvèrsia, ja que el general Andranik juntament amb el Dashnakzutyun es van desvincular del seu govern i, negant-se a acceptar les fronteres, van continuar la guerra i van declarar un nou estat anomenat República d'Armènia Muntanyosa.
Després de la derrota de l'Imperi Otomà a la Primera Guerra Mundial i l'obligació d'acceptar l'armistici de Mudros (signat el 30 d'octubre de 1918), les fronteres van tornar a ser traslladades als límits existents a l'inici de la contesa.

### La República de Kars
En els cinc mesos transcorreguts entre la signatura del Tractat de Batum i l'Armistici de Mudros, el govern otomà no va tenir temps per establir un domini efectiu en els territoris recuperats. Fruit d'aquest buit de poder, va sorgir un nou i efímer estat que va estar dirigit per Fakhr al-Din Pirioghlu i el centre es trobava en Kars. En el seu territori predominava la població musulmana i comprenia les províncies de Kars i Batum, parts del districte d'Erevan a la província del mateix nom, i els districtes d'Akhalkalaki i Akhaltsikhé pertanyents a la província de Tbilisi. En termes pràctics, la nova entitat estava limitada a la província de Kars.
La seva existència va coincidir amb la del Governador general imposat pels britànics, càrrec que havia estat creat durant la intervenció de la Triple Entesa a Transcaucàsia. Després de la signatura de l'Armistici, l'Alt Comissionat Britànic, almirall Somerset Arthur Gough-Calthorpe, va destituir Pirioghlu i permetre a la RDA ocupar el territori al qual formalment renunciava el govern otomà.

## Enfrontament obert
Després de l'Armistici de Mudros va arribar la signatura del Tractat de Sèvres (10 d'agost de 1920), que va significar la pràctica desaparició de l'Imperi Otomà. Les forces del Moviment Nacional Turc no van reconèixer la validesa d'aquest acord i van començar a preparar-se per lliurar una guerra d'independència nacional. Els combatents turcs situats a Anatòlia oriental feia temps que es preparaven per reprendre les províncies de Kars, Ardahan i Batum cedides a la RDA.

### El conflicte a Olti
Les primeres escaramusses van tenir lloc a juny de 1920 al districte de Olti, limítrof amb la RDA, el domini corresponia a la República Democràtica de Geòrgia però sense cap control efectiu en la pràctica. Les incursions armènies van fer que el general turc Kâzım Karabekir desplacés a quatre batallons del seu exèrcit al districte el 3 de setembre, expulsant a les unitats armènies.

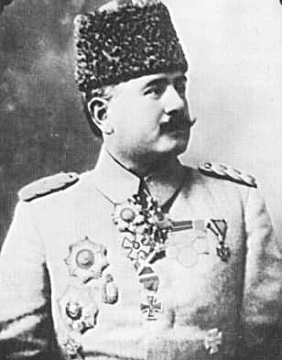
Kâzım Karabekir comandant de les forces nacionalistes turques.

Mentre això succeïa, el govern nacionalista d'Ankara i el nou poder bolxevic sorgit de la Revolució russa van mantenir una sèrie de negociacions per tal de dotar els turcs de finançament i armament per a la guerra. Per a això es va considerar la possibilitat d'obrir una ruta d'abastament a través de les repúbliques independents de Geòrgia i Armènia. El suport soviètic era vital per als turcs, però les seves exigències van ser inacceptables. Els bolxevics demanaven la cessió de les províncies de Van i Bitlis a la RDA. Després de la ruptura de les negociacions l'exèrcit de Karabekir va avançar, el 28 de setembre, fins a Sarighamish.

### Sarighamish, Kaghzvan i Merdeniq
El 30 de setembre les tropes turques van prendre la ciutat de Sarighamish i en dies posteriors Kaghzvan, Tsolakert i Merdeniq. La línia de defensa armènia es va ensorrar i l'exèrcit turc va avançar devastant l'àrea i expulsant la població civil armènia que no havia tingut temps, o voluntat, per fugir. Simultàniament, alguns regiments armenis van començar a realitzar neteges ètniques en els districtes de Kars i Yerevan, encara sota el seu control.
A principis d'octubre, el govern de la RDA va demanar ajuda al Regne Unit, França, Itàlia i la resta de les potències aliades, però no hi va haver resposta. La major part de les forces britàniques a la regió es trobaven sufocant les revoltes al Mandat Britànic de l'Iraq, mentre que França i Itàlia s'enfrontaven a dificultats similars en el Mandat francès de Síria i Antalya controlat pels italians. Geòrgia va declarar la neutralitat durant el conflicte i només Grècia proporcionà un cert suport, encara que insuficient per oposar-se a l'ofensiva turca.

### Acord d'Erevan
L'11 d'octubre, l'enviat soviètic Boris Legras va arribar a Erevan amb un text per negociar un acord soviètic-armeni. El tractat va ser signat el 24 d'octubre i amb ell la República Democràtica d'Armènia es garantia el suport soviètic.
La qüestió més important estava relacionada amb Kars, ja que assegurava el control d'aquesta província al govern armeni. Davant els termes de l'acord, els nacionalistes turcs van tornar a mobilitzar al seu exèrcit de l'est. Karabekir va ser informat per la Gran Assemblea Nacional de Turquia i el mateix 24 d'octubre va dirigir les seves tropes cap a Kars.

### Kars i Aleksandrópol
Les forces de Karabekir marxaren cap a la ciutat de Kars, que va ser abandonada per les tropes armènies, quedant sota control turc el 30 d'octubre. Novament la població civil va ser víctima de saquejos, violacions i assassinats.
Les forces turques van continuar el seu avanç i una setmana després van prendre i van ocupar la ciutat d'Aleksandrópol (actual Gyumri, a Armènia). El 12 de novembre, van capturar l'estratègic poble d'Agin, al nord-est de les ruïnes de l'antic regne armeni medieval d'Aní, per avançar des d'aquí cap a Erevan. El 13 de novembre Geòrgia va trencar la seva neutralitat després que les tropes armènies envaïssin la zona disputada de Lorí, que figurava com a zona Neutral (el Condominio Shulavera) a l'acord establert entre ambdues nacions a principis de 1919. A finals de novembre la RDA va quedar definitivament derrotada.

### El Tractat d'Aleksandrópol
Les tropes turques van establir el seu quarter general a Aleksandrópol, i presentar a la RDA un ultimàtum. Davant el possible col·lapse total del país, el govern d'Armènia va demanar un armistici, i el 18 de novembre van ser acordats els termes per a un alto el foc. Dues setmanes més tard, el 2 de desembre, representants d'ambdues nacions van signar el Tractat d'Aleksandrópol. Les condicions per a l'RDA van ser molt severes: Armènia havia de desarmar la majoria de les seves forces militars i cedir més de la meitat del territori amb què comptava abans de la guerra. La RDA perdia d'aquesta manera totes les concessions atorgades per les potències europees en el Tractat de Sèvres.
No obstant això, mentre Karabekir i el Ministre d'Afers Exteriors armeni Alexander Khatisian negociaven els termes de la derrota, el govern soviètic va ordenar a Serge Ordzhonikidze envair la RDA des de l'Azerbaidjan per tal d'establir un nou govern pro-bolxevic al país. El 29 de novembre, l'11è Exèrcit soviètic penetrar en Armènia per Karavansarai (actual Idjevan).

## Conseqüències

### Fi de la República Democràtica d'Armènia, desembre de 1920
La invasió de l'exèrcit soviètic no va trobar resistència per part de les forces armènies. La segona guerra entre els dos països va durar només una setmana. Esgotats pels 6 anys de permanents guerres i conflictes, l'exèrcit i la població armènia van ser incapaços d'articular qualsevol tipus d'oposició.

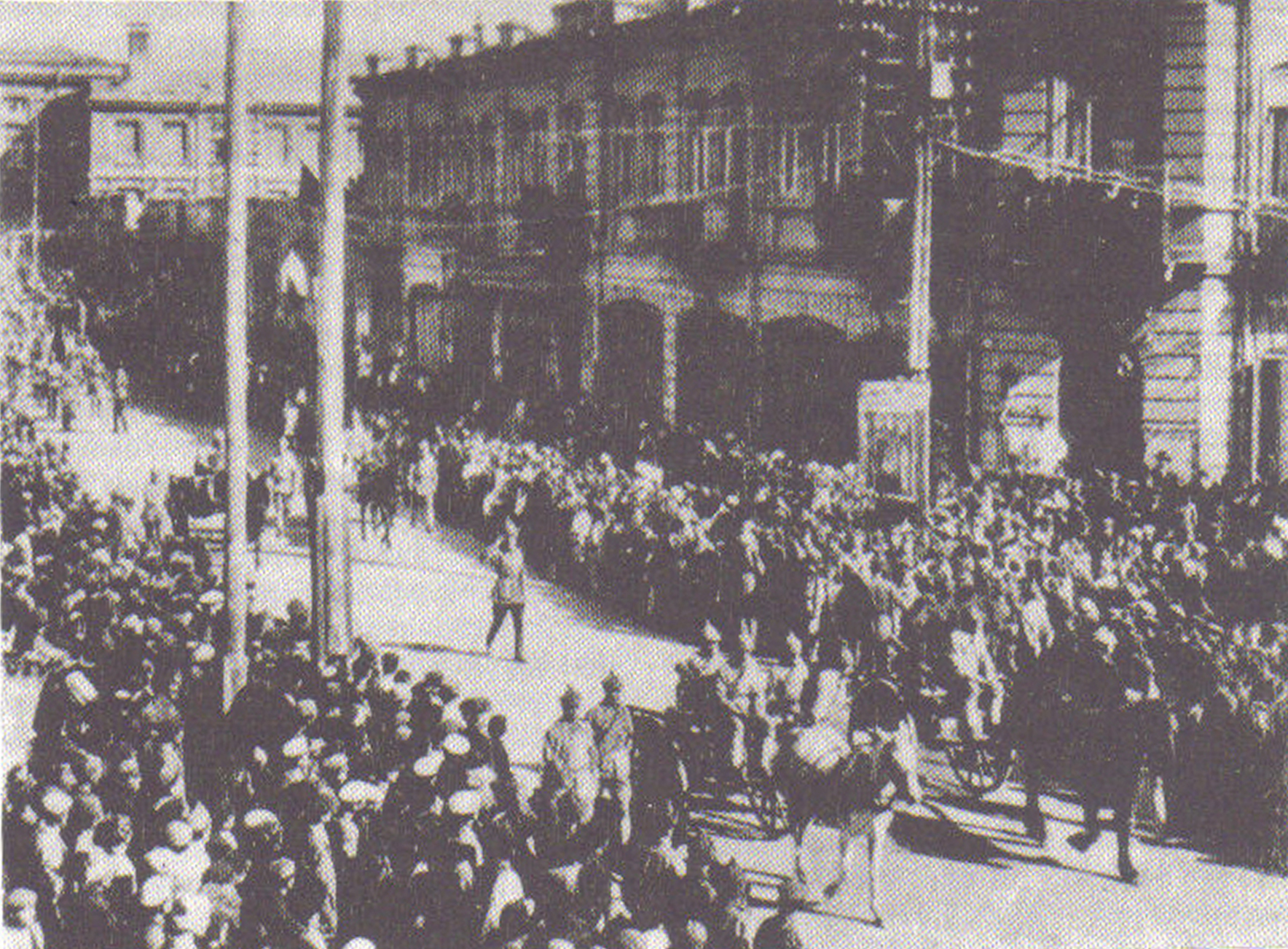
El 11è Exèrcit de l'Exèrcit Roig entrar Erevan el 1920.

Quan el 4 de desembre de 1920, l'11è Exèrcit entrà a Erevan, el govern armeni va lliurar el poder. El 5 de desembre, el Comitè Revolucionari Armeni (Revkom), compost principalment per armenis procedents de l'Azerbaidjan, va prendre el poder a la capital. D'aquesta manera es va posar fi a l'existència de la República Democràtica d'Armènia. La seva substituta, la República Socialista Soviètica d'Armènia, es va proclamar sota la direcció d'Aleksandr Miasnikyan.

### Tractat de Kars

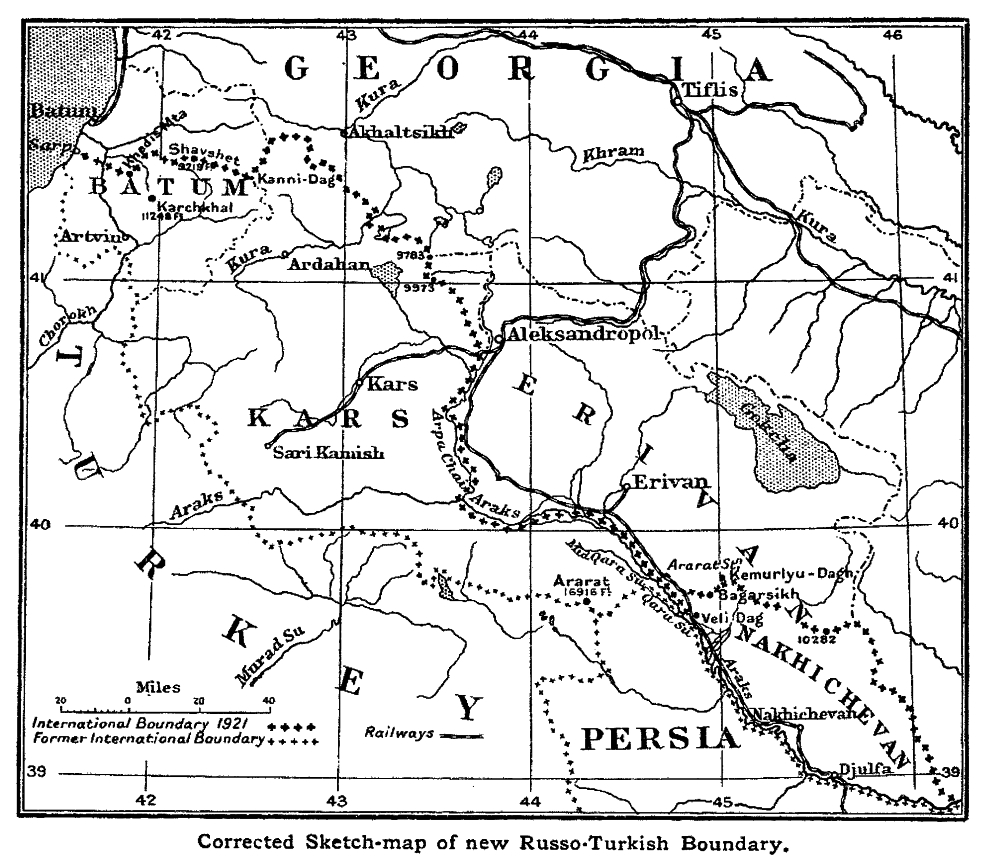
La frontera turco-soviètica establida al Tractat de Kars.

Els enfrontaments armats a la regió de Transcaucàsia es van resoldre finalment mitjançant la signatura de dos tractats d'amistat entre la Gran Assemblea Nacional Turca-qui posteriorment declararia el naixement de la República de Turquia a 1923 -, i la Unió Soviètica.
El primer d'ells va ser el "Tractat d'Amistat i Germandat", també anomenat Tractat de Moscou, signat el 16 de març de 1921. Mitjançant aquest tractat Turquia cedia Adjària a l'URSS a canvi del territori de Kars que incloïa les actuals províncies turques de Kars, Tsolakert, i Ardahan.
El segon dels acords va ser el Tractat de Kars, datat el 23 d'octubre de 1921, i en el qual van participar els representants nacionalistes turcs i els de la República Socialista Soviètica de l'Azerbaidjan, la República Socialista Soviètica d'Armènia i la República Socialista Soviètica de Geòrgia.